# Stazione di Incoronata
La stazione di Incoronata è una stazione ferroviaria posta sulla linea Termoli-Bari. Serve l'area industriale ASI di Foggia e la frazione di Borgo Incoronata.